# باتایفکا
باتایفکا (به لاتین: Batayevka) یک منطقهٔ مسکونی در روسیه است که در استان آستراخان واقع شده‌است.